# الثراء والدين

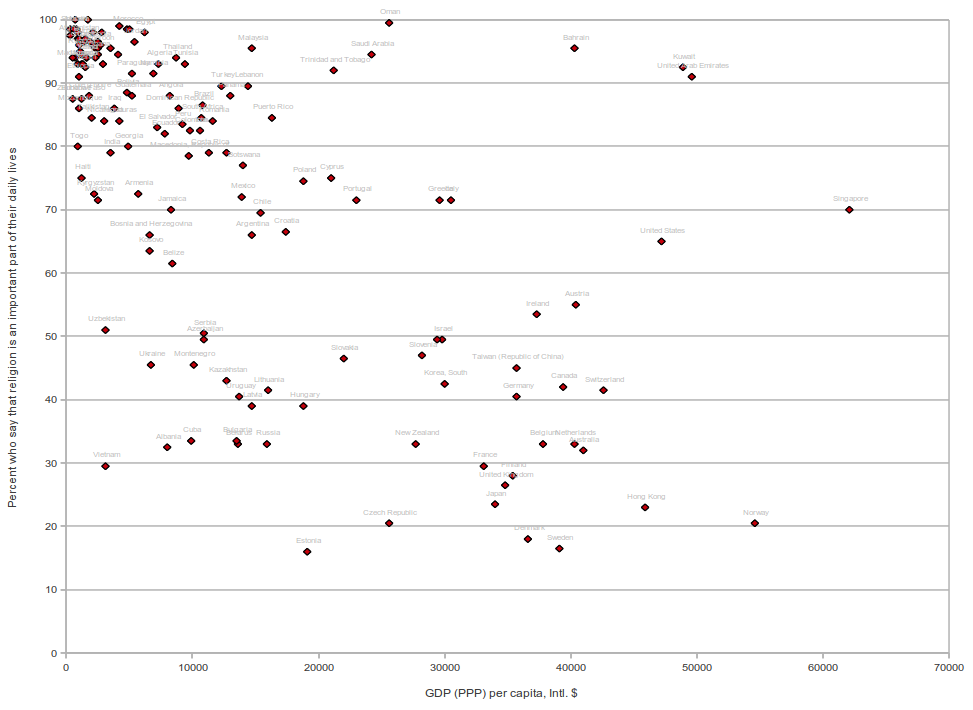
رسم بياني يظهر العلاقة السلبيّة بين أهمية الدين وثراء الدول.

توجد بعض الأبحاث حول العلاقة والارتباط بين الثروة والدين. وجدت دراسة أجريت في الولايات المتحدة، حول دَخل المجموعات الدينيَّة وحالتها الاقتصادية، وجدت أنّ المجموعات الدينية الأكثر ثراءً كانت لأتباع اليهودية والكنيسة الأسقفيّة، في حين أن الكاثوليك والبروتستانت التقليديين في الوسط، في حين أن البروتستانت المحافظين أقل ثراءً، وجدت الدراسة أنّ الأشخاص الأكثر انتظامًا في الطقوس الدينية هم أكثر ثراءً من الأشخاص غير المنتظمين.

## احصائيات

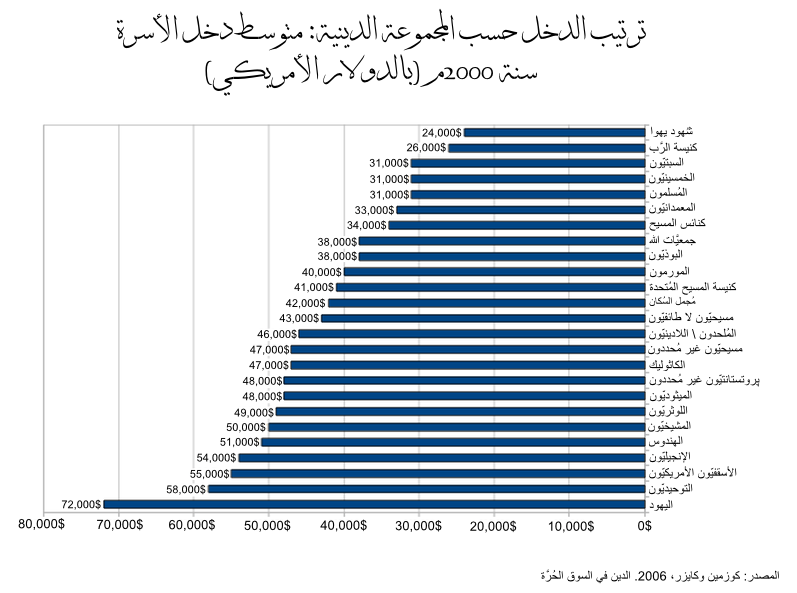
رسمٌ بيانيٌّ يُظهرُ دخل المجموعات الدينيَّة في الولايات المُتحدة الأمريكيَّة استنادًا إلى إحصاء ARIS سنة 2001.

يبلغ المتوسط الدخل المالي لليهود في الولايات المتحدة 150,890 دولار أمريكي، في حين يبلغ متوسط الدخل المالي للبروتستانت المحافظين (بما في ذلك المعمدانيين وشهود يهوه، السبتيين) 26,200 دولار أمريكي. علمًا الدخل المالي العام لسكان الولايات المتحدة هو 48,200 دولار أمريكي. يُذكر أن البروتستانت من أتباع الكنيسة الأسقفية يُعتبرون من المجموعات الدينية الأكثر ثراءً والأفضل تعليمًا في الولايات المتحدة. وجدت دراسة أخرى، نشرت في المجلة الأمريكية لعلم الاجتماع من قبل ليزا كيستر، أن «الأخلاقيات الدينيّة تؤثر على الثروة بصورة غير مباشرة من خلال التحصيل العلمي، والخصوبة، ومشاركة القوة العاملة النسائية».
كشف تقرير نشرته مؤسسة «نيو ورلد ويلث» سنة 2015 المتخصصة في أبحاث الثروة العالمية عن سيطرة المسيحيين على السواد الأعظم من الثروات العالمية، يليهم المسلمون والهندوس واليهود. وأوضح التقرير أن إجمالي الثروات التي يمتلكها المسيحيون تصل إلى 107.280 مليار دولار، ما يمثل أكثر من 55% من الثروات العالمية، يليهم المسلمون في المرتبة الثانية بإجمالي ثروة تُقدر بـ 11.335 مليار دولار (5.8%) ثم الهندوس بإجمالي ثروة تبلغ قيمتها 6.505 مليار دولار، بما يعادل نسبته 3.3%. وأشار التقرير إلى أن اليهود يمتلكون إجمالي ثروة تقدر بـ 2.079 مليار دولار (1.1%). وحوالي (67.832 مليار دولار، ما يعادل 34.8%) تقع في أيدي أفراد لا ينتمون لأي دين أو حتى في أيدي أشخاص يؤمنون بديانات أخرى.
وجدت دراسة تعود ليناير 2015 من قِبل شركة أبحاث الثروة الغير حزبية نيو وورلد ويلث أنّ ثُلثي 13.1 مليون مليونير في العالم يعتنقون ديانة معينة. حوالي 56.2% من مجمل المليونيرات في العالم مسيحيون (أي 7.1 مليون مليونير)، يليهم 31.7% لادينيين وأتباع ديانات أخرى، و6.5% مسلمون، و3.9% هندوس و1.7% يهود.

## الثراء والإلحاد
وجدت دراسات مختلفة أنه كلما كان إجماليّ الناتج المحليّ عالي كان السكان أقل تدينًا وبالتالي تميل الدول الثرية أن تكون أقل تدينًا مقارنةً بالدول الفقيرة. في حين أن استنادًا إلى واستنادًا إلى ماكس فيبر فأخلاق العمل البروتستانتية، خاصًة المذهب الكالفيني، من انضباط وعمل شاق وإخلاص، كانت وراء ظهور العقلية الرأسمالية في أوروبا،: وذلك لقولها بأن النجاح على الصعيد المادي هو دلالة على نعمة إلهية واختيار مسبق للخلاص. فقد حثت تعاليمهم بان يكونوا منتجين بدلاً من مستهلكين ويستثمروا أرباحهم لخلق المزيد من فرص العمل لمن يحتاج وبذلك تمكنهم في المساهمة في بناء مجتمع منتج وحيوي. ومن الآثار المهمة للحركة الكالفينية، بسبب تأكيدها حرية الفرد، ظهور برجوازية جديدة، فالحرية الفردية وما رافقها من نجاح في مجال الصناعة، جعل أتباع الكالفينية يهتمون بالثروة والمتعة وحب التملك بدلاً من البحث عن خيرات الأرض بالسعي والجد.

## الثراء والدول ذات الأغلبية البروتستانتية
في دراسة معروفة قام بها عدد من الباحثين في مطلع الألفية ويمكن اختصار اسمها كالتالى: (CMRP) وجد عدد من الباحثين أن المجتمعات التي تسيطر عليها الثقافة البروتستانتية تشمل الولايات المتحدة، الدول الإسكندنافية، ألمانيا، المملكة المتحدة، هولندا، سويسرا، كندا، أستراليا ونيوزيلندا تميل إلى العمل والاجتهاد والإنجاز والابتكار أكثر من المجتمعات التي تسيطر عليها ثقافات دينية أخرى مثل الكاثوليكية والإسلام والبوذية والهندوسية. ووفقًا للدراسة فالدول ذات الثقافة والأغلبية البروتستانتية لديها مؤشر التنمية البشرية والناتج المحلي مرتفع، كما وتتربع العديد من الدول البروتستانتية قائمة أغنى دول العالم، والدول الأقل فساداً في العالم.

## ديانات أثرياء العالم
- بيل غيتس: كاثوليكي[17] (نشأ مسيحي أبرشاني): كاثوليكي.[18][19][20]
- كارلوس سليم: ماروني كاثوليكي.[21]
- أمانسيو أورتيجا جاونا: كاثوليكي.[22]
- وارن بافت: لا أدري[23][24] (نشأ مسيحي مشيخي).[25]
- برنارد أرنولت: كاثوليكي.[26]
- كارل ألبرشت: كاثوليكي.[27][28]
- مارك زوكربيرغ غير مصرح.[29]

## مواقع خارجية
- Does God Want You To Be Rich?, Time magazine